# 孙附凤
孙附凤（？—？），字君儒，滁州（今安徽省滁州市）人。南宋大臣，宋理宗时权参知政事。

## 生平
孙附凤官至右谏议大夫。作为贾似道一党，宋理宗景定二年（1261年）八月，贾似道策动监察御史陈寅、副御史孙附凤以莫须有之罪名弹劾向士璧等大臣。景定三年（1262年）三月乙丑，以孙附凤为端明殿学士、签书枢密院事兼太子宾客。六月初六，以孙附凤兼权参知政事，杨栋为端明殿学士、同签书枢密院事兼太子宾客。此后任官履历不明。